# 抚顺天价U盘事件
抚顺天价U盘事件，是指2010年12月，中国辽宁省抚顺市财政局办公室通过网上采购一批办公用品，其中U盘一项被指定为7台市价约人民幣2300元的苹果iPod touch 4。此项采购项目经网友发帖曝光后，引起网络关注，因为iPod touch 4高昂的价格和其主要功能是娱乐，被网友戏称“天价U盘”。抚顺市政府于12月21日叫停此项采购，7台iPod Touch 4被换成1000元左右的U盘。抚顺财务局否认故意采购，称是采购员业务不精。

## 采购经过
2010年12月15日，抚顺政府采购网发布了“抚政采[询价采购]  抚顺市财政局办公室-办公设备（编号:CG(X)2010-0642）”的招标公告，此次采购的单位是抚顺市财政局办公室，用途为办公设备，采购内容则包括了佳能打印机、电脑、打印机、优盘（U盘）、录音笔、移动硬盘等6类，其中U盘（编号：CG(X)2010-064204） 一项被指定为“苹果iPod Touch 4(32G)”，这次采购的最高限价为人民币4.99万元。12月17日，抚顺政府采购网上公布了此次采购的中标公告，抚顺市联强科技物资经销处中标，中标总金额人民币49,678元。iPod touch是一款由苹果公司推出的可携式媒体播放器，主要以娱乐功能为主，虽然也用闪存功能，但一些人认为用它来当U盘是“杀鸡用牛刀”，该采购被网友发帖曝光后，《南方都市报》的记者曾联系中标单位，中标单位称，也不清楚财政局为什么要采购itouch4当U盘。

## 调查改正
抚顺市财政局办公室主任李国强在接受记者采访时，否认了“故意违规”，但承认这是采购人员业务不精导致的低级失误。李国强说，年底财政局要做决算，从安全和保密的角度，要买几个存储量比较大、质量很好、经久耐用的专用U盘。但没人买过这么好的U盘，就咨询了一下相关技术人员，有人推荐iPod touch 4符合要求，就申报了iPod touch 4。而直接负责此次采购的李怡，在采访时承认“自己失误，没有查。”李怡说，年底工作较多，供货商推荐了此款产品，他没有咨询别人，也没有上网查询。李国强稱案發后財政局重新采购，并將iPod touch 4换成同等容量的新邦Cenby F83，单价降到1000元，数量仍是7台，总金额降幅超过一半。此外，抚顺市委、市政府21日表示，已组成由抚顺市纪委和监察局牵头，相关部门配合的调查组，将根据调查情况对此事“严肃处理”。

## 评论
此则政府的正规采购在网友中被传为笑谈。有网友认为采购“动机不纯”，有年底突击花钱和给领导和给员工谋福利的嫌疑。